# Elaphoglossum incognitum
Elaphoglossum incognitum är en träjonväxtart som beskrevs av A. Rojas. Elaphoglossum incognitum ingår i släktet Elaphoglossum och familjen Dryopteridaceae. Inga underarter finns listade.